# Альбинизм
Альбинизм (от лат. albus — «белый») — наследственное заболевание,  полное или почти полное отсутствие пигмента меланина (у животных) или хлорофилла (у растений). Проявляется отсутствием нормальной для данного вида окраски кожи, волос, шерсти, радужной и пигментной оболочек глаз, зелёных частей растений.
Различают полный и частичный альбинизм. Для фотосинтезирующих растений полный альбинизм летален в раннем возрасте. Он характеризуется частичной или полной потерей хлорофилловых пигментов и неполной дифференцировкой мембран хлоропластов. Такие бесхлорофиллные растения могут развиваться из семян, образовавшихся в цветках пестролистных растений.

## Причины возникновения
Наиболее частой причиной альбинизма у животных является отсутствие (или дефектность) фермента тирозиназы, необходимой для нормального синтеза меланина — вещества, от которого зависит окраска тканей.
В генах, ответственных за образование тирозиназы, могут возникать самые различные нарушения. От характера нарушения зависит степень недостатка пигмента у людей с альбинизмом. У некоторых людей, страдающих данным расстройством, с образованием тирозиназы всё обстоит благополучно, и учёные предполагают, что в подобных случаях, возможно, происходит мутация генов, регулирующих образование какого-нибудь другого фермента, важного для обмена меланина.
Цвет кожи определяется содержанием меланина в кератиноцитах, клетках эпидермиса кожи. Они получают пигменты в составе меланинсодержащих органелл (меланосом), формируемых меланоцитами. В норме цвет кожи детерминирован генетическими факторами, но зависит также от воздействия ультрафиолета. Он остаётся более светлым на тех участках, которые не подвергаются воздействию солнечных лучей, и становится более темным под воздействием солнечных лучей (загар). Пигментация может усиливаться под  действием некоторых гормонов, стимулирующих меланоциты.
Меланоциты человека — отростчатые клетки, локализующиеся на границе дермы и эпидермиса, в волосяных луковицах, увеальном тракте, пигментном эпителии сетчатки, внутреннем ухе и мягкой мозговой оболочке. Эта система аналогична хромаффинной системе, клетки которой также являются производными нервного гребня и обладают биохимическими механизмами для гидроксилирования тирозина в ДОФА. Однако в хромаффинной системе ферментом служит не тирозиназа, а тирозингидроксилаза, а ДОФА превращается в адренохром, а не в тирозиномеланин.
У человека тирозиназа (медьсодержащая оксидаза) активирует процесс гидроксилирования тирозина в ДОФА и дофхинон. Ионы цинка активируют превращение дофахрома в 5,6-гидроксиндол, а меланосомы содержат цинк в высокой концентрации. 
Пигментация зависит от множества факторов: образования меланосом, их меланизации и секреции, непостоянной агрегации и разрушения меланосом во время их перехода в кератиноциты.
В увеальном тракте и пигментном эпителии сетчатки меланин защищает глаз от видимой и длинноволновой части лучистой энергии, тогда как ультрафиолетовое излучение в основном задерживается роговицей и хрусталиком.
У человека система защиты от ультрафиолетового излучения высоко развита, воздействие этой части электромагнитного спектра ведёт к активации сложного механизма загара — усиленного образования меланосом и их доставки к эпидермальным клеткам, внутри которых рассеивают и абсорбируют ультрафиолетовые лучи, нейтрализуют обладающие повреждающим действием свободные радикалы, образующиеся в коже в результате воздействия ультрафиолетового излучения.

## Классификация форм альбинизма человека
Традиционно альбинизм классифицируют в зависимости от фенотипических проявлений на две большие категории: глазо-кожный альбинизм (ГКА) и глазной альбинизм (ГА).
Вследствие последних молекулярно-генетических исследований классификация альбинизма претерпела некоторые изменения. Теперь наряду с фенотипом стали учитывать и генотип. Это привело к переопределению существующих фенотипических категорий и появлению новых подвидов, основанных на той или иной генетической мутации. Далее приведена современная классификация альбинизма.
ГКА характеризуется отсутствием или уменьшением количества меланина в коже, волосах, зрительной системе (включая зрительный нерв). Недостаток пигмента в коже не только отражается на её цвете, но и повышает риск возникновения рака кожи.

## Типы альбинизма человека
Глазокожный альбинизм 1
ГКА — это расстройство, которое появляется в результате мутации в гене тирозиназы, который находится на 11 хромосоме (band 11q14-21). Несколько разных типов мутаций гена тирозиназы (missense, nonsense, и сдвиг рамки считывания) ответственны за появление двух типов ГКА (ГКА 1А и ГКА 1В). Мутация может привести к тому, что тирозиназа будет отсутствовать вовсе или будет производиться пониженный уровень тирозиназы. В первом случае это будет ГКА 1А, а во втором — ГКА 1В.
Важная отличительная характеристика ГКА 1 — это наличие видимой гипопигментации при рождении. Большинство людей с ГКА 1 (особенно ГКА 1А) имеют белые волосы, молочно-белую кожу и голубые радужки при рождении. Радужка может быть голубой и очень светлой, она пропускает свет и при ярком освещении может приобретать розовый и красный оттенки. Однако с возрастом радужка обычно становится более тёмной и её способность пропускать свет может снизиться.
Глазокожный альбинизм 1 А
ГКА 1А (классический тирозиназо-отрицательный ГКА) — самая тяжёлая форма глазо-кожного альбинизма. Он появляется в результате таких мутаций как nonsense, сдвиг рамки считывания и missense гена тирозиназы на хромосоме 11 (band 11q24). Эти мутации с полной потерей функции продуцируют абсолютно неактивный фермент тирозиназу, что ведёт к полному отсутствию производства пигмента меланина в течение всей жизни пациента.
Типичный фенотип — это белые волосы и кожа и голубая полупрозрачная радужка. На коже нет никаких пигментных образований, однако могут быть беспигментные невусы (родинки). Из-за отсутствия пигментации кожа таких альбиносов не способна загорать. Также повышен риск появления солнечных ожогов и рака кожи. Такой фенотип встречается с одинаковой частотой во всех этнических и возрастных группах. Острота зрения обычно снижена и составляет около 20/400 (0,05 в десятичной дроби, используемой в России, что соответствует 5 % от нормы). В этом подтипе светобоязнь и нистагм наиболее выражены. Анализ волосяных луковиц на тирозиназу обычно отрицательный.
Глазокожный альбинизм 1 В
ГКА 1В (yellow mutant OCA, Amish albinism, xanthous albinism) — результат мутации гена тирозиназы, который приводит к снижению активности фермента тирозиназы. На сегодняшний день найдено 55 мутаций гена тирозиназы, которые вызывают ГКА 1В. Эти разные мутации ведут к различному снижению активности тирозиназы и являются основной причиной различий в пигментации у альбиносов с ГКА 1B.
Различия в пигментации могут варьировать от очень слабой кожной пигментации до почти нормальной. Случается, что кожа человека с альбинизмом может приближаться по интенсивности пигментации к норме, и это может привести к ошибкам при диагностике глазного альбинизма (ГА). У таких пациентов пигмент при рождении совершенно отсутствует, что может помешать отличить ГКА 1В от ГКА 1А. Однако, поскольку некоторая тиразиназная активность всё же присутствует, у некоторых людей пигментация волос, кожи и глаз с возрастом может увеличиться, а кожа может начать загорать на солнце.
У пациентов быстро накапливается жёлтый пигмент в волосах в первые несколько лет жизни, потом пигмент продолжает накапливаться медленно, преимущественно жёлто-красный феомеланин в волосах, глазах и коже. Интересно, что пациенты с ГКА 1В имеют склонность к потемнению ресниц, причём ресницы часто становятся темнее, чем волосы на голове. На радужке появляется светло- или тёмно-коричневая пигментация, иногда ограниченно по зрачковому краю. Острота зрения колеблется от 20/90 до 20/400 и может повышаться с возрастом. Могут появляться пигментные невусы, однако большинство невусов — беспигментные. Анализ волосяных луковиц на тирозиназу показывает сильно пониженную тирозиназную активность, однако она присутствует.
Температуро-чувствительный альбинизм.
Температуро-чувствительный (теплозависимый) альбинизм — это подтип ГКА 1В. Он вызывается мутацией гена тирозиназы, что приводит к появлению температуро-чувствительного фермента тирозиназы. Активность теплозависимой тирозиназы при 37 °C — примерно 25 % от активности нормальной тирозиназы. При меньших температурах её активность повышается. Фермент неактивен в тех местах, где температура тела высокая (подмышечная область и голова) и активен в более «прохладных» частях тела (руки и ноги). Так как меланин синтезируется только на «холодных» участках тела, волосы на руках и ногах обычно тёмные, а в подмышечной области и на голове остаются белыми (иногда становятся желтоватыми со временем). 
Слабая пигментация при рождении объясняется тем,  что температура в утробе матери высокая и постоянная, а у младенца более высокая на всей поверхности тела, что ведёт к снижению активности тирозиназы и к отсутствию пигмента. Однако с ростом человека кожа становится холодней и со временем в ней появляется пигмент. При этом глаза остаются голубыми, а кожа — белой и неспособной к загару. Глаза теплее кожи и, следовательно, в них пигментация не появляется.
Глазокожный альбинизм 2
ГКА 2 (тирозин-позитивный ГКА) — это наиболее распространённый тип альбинизма во всех расах. Это заболевание также аутосомно-рецессивное, но локализуется на другой хромосоме, в отличие от ГКА 1 (band 15q11-13). Мутирующий регион также отсутствует при синдроме Прадера-Вилли (Prader-Willi Syndrome — PWS) и синдроме Ангельмана (Angelman Syndrome — AS), объясняя тесную связь ГКА2 и этих синдромов.
При ГКА 1 мутация поражает ген, кодирующий фермент тирозиназу, в то время как при ГКА 2 поражается ген, кодирующий P-белок, а синтез тирозиназы остаётся нормальным. Человеческий P-ген локализуется на линии band 15q11.2-q12 и он идентичен мышиному p-локусу (мутация вызывает редукцию эумеланина, чёрного пигмента у мышей, приводя к красному окрасу глаз). Считается, что человеческий Р-ген кодирует белок мембраны меланосомы, участвующий в транспорте тирозина.
Существуют различные вариации фенотипа при ГКА 2, которые варьируют от полного отсутствия пигментации до почти нормального уровня пигментации. Даже если ген, кодирующий фермент тирозиназу, нормальный, большинство альбиносов второго типа не имеют чёрного пигмента (эумеланина) в коже, волосах или глазах при рождении. Как результат такого отсутствия пигмента при рождении иногда возможна ошибка в постановке диагноза и путаница с ГКА 1. Как бы то ни было, пигментация постепенно появляется с возрастом. Точный механизм такой задержки пигментации неизвестен. Интенсивность появления пигментации зависит от расовой принадлежности пациента. Как следствие  развития пигментации, повышается также острота зрения (примерно с 0,25 до 0,5).
У европейцев с ГКА 2 количество пигмента при рождении может значительно варьировать. Волосы могут быть бледно-жёлтого оттенка, или могут быть более тёмными с рыжим оттенком. Нормальное замедленное созревание пигментной системы может быть причиной сложности в различении между ГКА 2 и ГКА 1. Кожа белая и не загорает. Цвет радужки серо-голубой, а степень пропускания света зависит от насыщенности пигмента. С возрастом пигментация возрастает и в местах, открытых солнцу, появляются пигментные пятна и веснушки. Волосы тоже могут темнеть с возрастом.
У представителей негроидной расы фенотип при ГКА 2 отличается. При рождении волосы обычно жёлтые и остаются такими на всю жизнь, однако некое потемнение возможно. Кожа белая и не способна к загару. Радужка серо-голубая и у некоторых пациентов возможно появление пигментных пятен.
Коричневый ГКА — подвид ГКА 2, проявляющийся исключительно у представителей негроидной расы. Предполагается, что этот синдром может возникать из-за мутаций P-гена, приводя к уменьшенной активности P-белка. Кожа и волосы светло-коричневые, радужка — серая. Со временем волосы и радужка могут потемнеть, в то время как цвет кожи остаётся по большей части неизменным. Зрительная система характерна, с точечной и радиальной прозрачностью радужки и гипопигментацией сетчатки. Острота зрения варьирует от 20/60 до 20/150.
Глазокожный альбинизм 3
ГКА 3, ранее известный как красный или рыжий ГКА, вызывается мутацией человеческого гена, ответственного за TRP-1. Этот белок является продуктом коричневого локуса у мышей. Эта мутация приводит к тому, что шерсть у мышей становится коричневой, а не чёрной. У людей образование TRP-1 не до конца известно. Известно, однако, что он является регулирующим белком в процессе производства чёрного меланина (еумеланина). Его мутация приводит к последующему нарушению производства тирозиназы и, как следствие, пигмент синтезируется коричневый, а не чёрный.
ГКА 3 аутосомно рецессивен. Клинический фенотип у африканских пациентов — светло-коричневая или рыжевато-коричневая кожа и волосы, и коричнево-голубые радужки. Зрительная система не полностью соответствует диагнозу ГКА, поскольку у некоторых пациентов отсутствуют прозрачность радужки, нистагм, косоглазие или фовеальная гипоплазия. Нарушений в работе оптических нервов не замечено, означая одно из двух: либо это не настоящий вид альбинизма, либо гипипигментации недостаточно для последовательного изменения развития оптического нерва. Фенотип у европейцев и азиатов в настоящее время неизвестен.
Глазной альбинизм
Глазной альбинизм 1
Глазной альбинизм (X-связанный рецессивный ГА/тип Неттелшопа-Фоллса — Nettleshop-Falls type) затрагивает только глаза. У пациентов с ГА 1 нормальная кожа, которая, однако, может быть несколько бледнее, чем у ближайших родственников. Глазные проявляния ГА 1 похожи на ГКА: пониженная острота зрения, ошибки рефракции, гипопигментация фундуса, отсутствующий фовеальный рефлекс, косоглазие, прозрачность радужки и posterior embryotoxon у 30 % пациентов (подразумевается дисгенезис переднего сегмента). Присутствие нистагма иногда приводит к неправильному диагнозу врождённого моторного нистагма.
Локус ГА 1 — это Xp22.3. Поскольку это нарушении рецессивно X-связано, только мужчины болеют, в то время как женщины являются носителями. Следовательно, у мужчин фенотип проявляется полностью, а у женщин-носителей может быть глазное дно с грязного цвета пятнами и гипопигментированными линиями на периферии и прозрачная радужка.
Белок гена ГА 1, называемый ГА1 (также идентифицируемый как GPR143 в Банке Генов) — это специфический белок пигментно-клеточной мембраны, которая представляет рецептор для G белка. (G protein-coupled receptors — GPCR). Однако, в отличие от прежде описанных GPCR, ГА 1 не локализован на плазменной мембране, а расположен на внутриклечточных органелах: лизосомах и меланосомах. Эти уникальные свойства говорят о том, что ГА 1 представляет 1-й описанный до сих пор пример эксклюзивной внутриклеточной GPCR и регулирует биогенезис меланосом путём перевода сигналов из полости органелл в цитоплазму.
Биопсия кожи носителей и больных с ГА 1 обычно показывает присутствие макромеланосом, которые помогают в диагностике ГА 1. Считается, что ген ГА 1 кодирует гликобелок, необходимый для созревания меланосом, поскольку макромеланосомы формируются, когда у премеланосом не получается отделиться от эндоплазматического ретикулума (ЭПР) (Golgi).
Аутосомально-рецессивный глазной альбинизм (АРГА)
АРГА был впервые описан в 1970-е, основываясь на нескольких семьях, в которых дети у нормально пигментированных родителей имели все признаки ГА, но при этом не имели нормальную пигментацию кожи
АРГА был классифицирован как аутосомально-рецессивный из-за того, что болезни были подвержены представители обеих полов. Однако, было доказано, что АРГА не является отдельной болезнью. Фактически, генетический анализ показал, что некоторые пациенты с диагнозом АРГА имели также нарушения гена тирозиназы или P-гена. Из всех пациентов с диагнозом АРГА, 14 % имели мутацию гена тирозиназы на хромосоме 11, превращая болезнь в ГКА 1. Другие 36 % имели нарушения P гена на хромосоме 15, превращая болезнь в ГКА 2. 50 % не имели нарушений ни в гене тирозиназы, ни в P гене.
Другие заболевания, тесно связанные с альбинизмом.
Тесная связь с ГКА 2.
Синдром Прадера-Вилли (PWS) и синдром Ангельмана (AS) вызываются делецией части 15q11-13 хромосомы, того самого участка, ответственного за ген P-белка. В ГКА 2 мутация гена P близка к участку гена PWS или AS. Около одного процента пациентов с ов с PWS и AS имеют ГКА 2. Как PWS, так и AS вызываются одинаковой хромосомной делецией, но каждый из них имеет свой отдельный фенотип, благодаря геномному импринтингу. Если делеция происходит в отцовской полосе 15q11-13, то это приводит к PWS. Однако, если та же самая мутация происходит на хромосоме, унаследованной по материнской линии, то это приводит уже к AS. Причина этого неизвестна.
AS — это нарушение развития, выражающееся в задержке в развитии, умственной отсталости, неадекватном смехе, гиперактивности, высунутом языке, редко расставленных зубах, микроцефалии, гипотонии и атаксии. PWS — это системное нарушение, выражающееся в ожирении, гипотонии, гипогонадизме, низком росте, искривлённых чертах лица и умственной отсталости.
Тесная связь с ГА 1
Х-связанный ихтиоз, синдром Каллмана (Kallmann), X-связанная рецессивная хондродисплазия punctata, поздненачинающаяся сенсорная глухота, микрофтальмия и линейные нарушения кожи (microphthalmia and linear skin defects — MLS) — все они близко связаны с геном ГА 1. Все эти сопредельные генные синдромы включают нарушения в регионе Xp22.3. Когда поражённый регион включает ген ГА 1, проявляется альбиносный фенотип.
Симптомы, связанные с альбинизмом не из-за тесной связи
Синдром Hermansky-Pudlak (HPS) включает глазо-кожный альбинизм, тромбоцитарный дефицит, и нарушение лизосомально-цероидной аккумуляции, приводящее к накоплению цероида в тканях тела. Это аутомоно-рецессивное наследственное нарушение впервые было описано в Чехословакии Германским и Пудлаком (Hermansky and Pudlak). Этот синдром часто встречается в Пуэрто-Рико. Ген HPS был локализован в band 10q23.1-23.3. Кожная пигментация может варьироваться от полного её отсутствия до почти нормальной кожи в сочетании с нистагмом, косоглазием, фовеальной гипоплазией, гипопигментацией сетчатки и пониженной остротой зрения. Поздние осложнения HPS включают внутритканевый лёгочный фиброзис, воспалительные кишечные заболевания, почечную недостаточность и кардиомиопатию, вызванную цероидными отложениями.
Синдром Chediak-Higashi (CHS) — это аутосомно-рецессивное нарушение, сопровождаемое альбинизмом, повышенной восприимчивости к инфекциям и недостатком активности естественных киллеров. Эта редкая болезнь вызывается мутацией в band 1q42.1-q42.2, но точный ген, ответственный за CHS неизвестен. Пигмент волос, кожи и глаз при CHS уменьшен, но пациент обычно не выглядит типичным альбиносом. Цвет волос — белый или светло-коричневый. Цвет кожи — от кремово-белого до грифельно-серого. Радужка пигментирована, нистагм и светобоязнь иногда присутствуют, а иногда — нет.

## Частичный альбинизм
Глазные особенности, общие для всех видов альбинизма, включают в себя:
- Аномалии рефракции и астигматизм.
- Нистагм (может компенсироваться наклоном головы, что позволяет улучшить зрение).
- Отсутствие пигментации радужки (обычно серо-голубая или светло-коричневая) и её прозрачность.
- Косоглазие
- Фовеолярная гипоплазия
- Нарушение бинокулярного зрения
- Положительный угол каппа у пациентов с врождённым нистагмом связан с альбинизмом. Патологическая физиология позитивного угла каппа может быть связана с аномальным перекрещением оптических аксонов, которые характерны для глазной системы у альбиносов.
- Гетерохромия

## Распространённость альбинизма у людей
Среднемировой показатель составляет 1 альбинос на каждые 20 000 новорождённых. Но у некоторых этнических групп этот показатель значительно выше. Альбиносы в Африке к югу от Сахары рождаются чаще. Так, в Танзании примерно один из 1400 человек — альбинос. Это связывают с эффектом основателя (соответствующая мутация возникла на этой территории и имеет там наиболее высокую частоту). А у индейской народности куна на каждые 145 человек приходится один альбинос.

## Лечение и предупреждение
Лечение безуспешно. Восполнить недостаток меланина или предупредить расстройства зрения, связанные с альбинизмом, невозможно. Следует рекомендовать больному избегать солнечных облучений и применять светозащитные средства при выходе на улицу: фильтры, солнцезащитные очки или затемнённые линзы. Обычно подобные функции выполняет меланин. Иногда необходимо хирургическое вмешательство, в частности для коррекции глазодвигательных мышц при косоглазии. Развивающиеся патологические изменения в сетчатке и нервах глаза обычно устранить не удаётся.
С целью профилактики передачи аномалии по наследству необходимы медико-генетические консультации.

## Дискриминация альбиносов
В некоторых странах альбиносы нередко становятся объектами насмешек, преследований и дискриминации. В Танзании в последние годы более 20 альбиносов стали жертвами верований и суеверий, согласно которым, кожа, мясо и кости альбиносов могут быть успешно использованы для лечения всевозможных заболеваний. Эти слухи иногда намеренно распространяются местными знахарями. В результате этих суеверий жизнь многих танзанийцев-альбиносов подвергается ежедневной опасности. Слухи о целебных свойствах альбиносов начали постепенно распространяться и в соседней Кении. В Израиле был случай предоставления убежища семье беженцев из Кот-д’Ивуара, в которой родилась девочка-альбинос.